# Llit elàstic

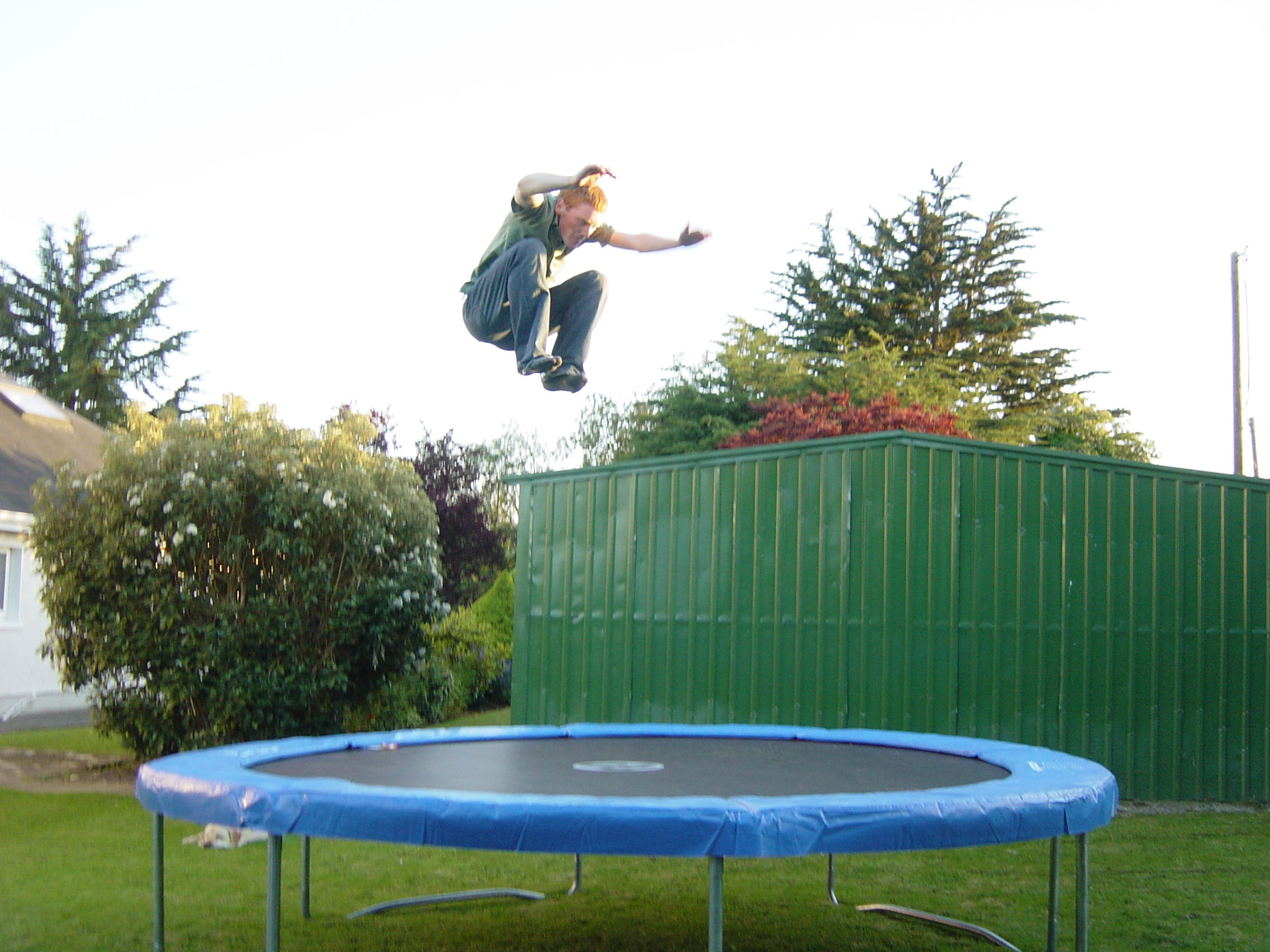
Un infant saltant en un llit elàstic.

Un llit elàstic és un dispositiu que consisteix en una peça de tela o lona tensa estirada entre un marc rígid utilitzant sovint moltes molles en espiral. La gent rebota als llits elàstics amb finalitats recreatives i competitives. La diversió consisteix a saltar i fer tombarelles aprofitant l'impuls de la seva elasticitat.
Entre els riscos que impliquen els llits es troben els cops i les caigudes exteriors. Per evitar-los, al seu voltant es col·loca una malla protectora i tant les molles com l'estructura es protegeixen amb matalassos d'escuma de poliuretà.
Els llits elàstics es troben en alguns parcs públics així com en altres recintes d'oci tals com fires o parcs d'atraccions. No obstant això, també existeixen models de menor grandària per a situar-los en jardins particulars.
El teixit sobre el qual reboten els usuaris no és elàstic en si; l'elasticitat la proporcionen les molles que la connecten al bastidor, que emmagatzemen energia potencial.
Alguns accessoris per als llits individuals són la malla lateral, l'escala per accedir-hi o la funda per a la seva protecció.

## Història

### Orígens

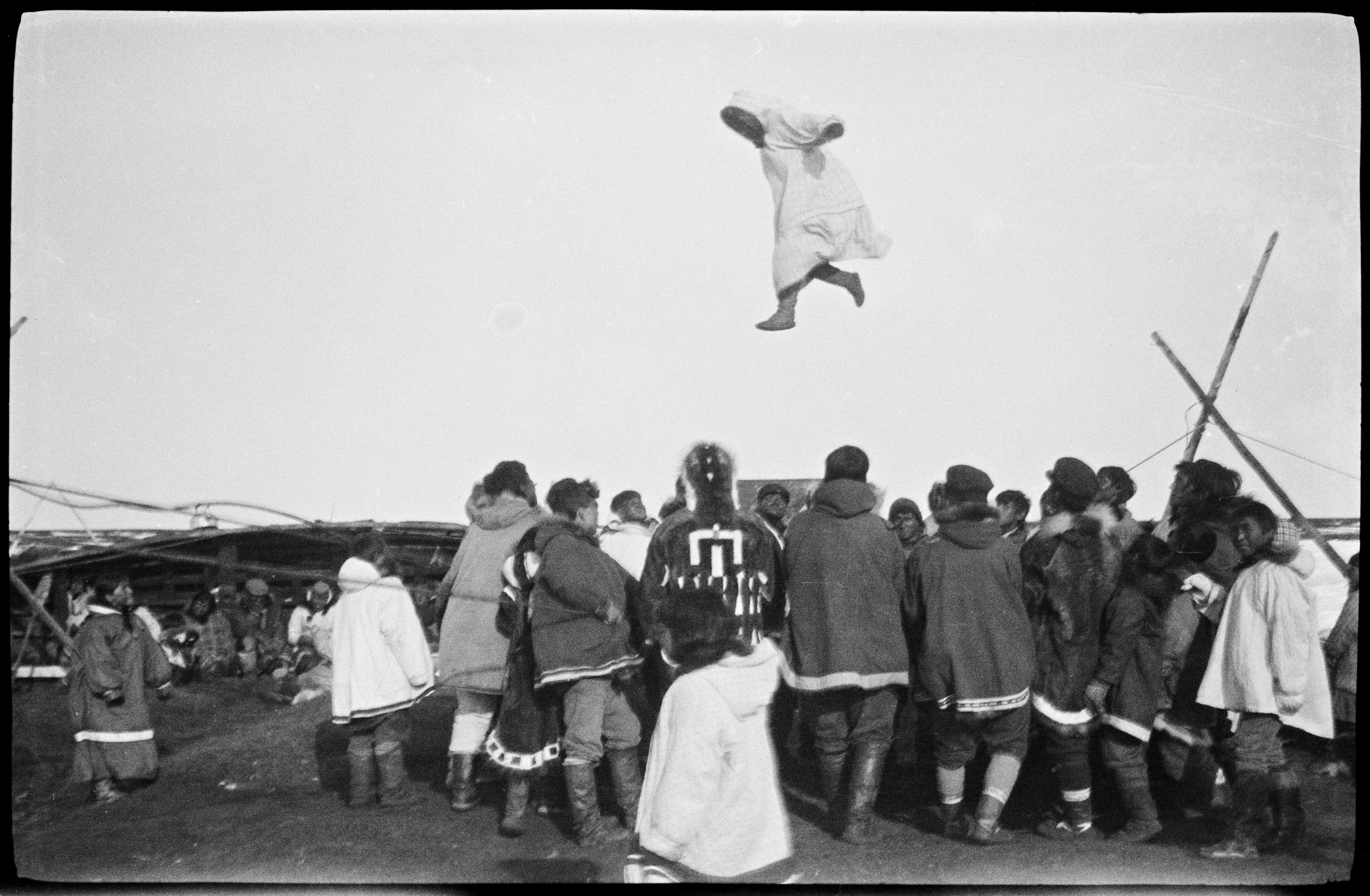
Llançament de manta inuit a Wainwright, Alaska (1922-1923) durant l'expedició Maud d'Amundsen

Hi ha diversos possibles antecedents del llit elàstic modern.Pot ser que aquests no siguin els veritables antecedents de l'esport modern del trampolí, però indiquen que el concepte de rebotar sobre una superfície de teixit fa temps que existeix.
Un joc similar al llit elàstic va ser el desenvolupat pels inuit, que llançaven ballarins de manta a l'aire sobre una pell de morsa d'un a un durant una celebració de primavera de la collita de balenes.
També hi ha proves de persones a Europa que han estat llançades a l'aire per un nombre de persones que sostenien una manta. Sancho Panza a El Quixot va patir l'ús d'un artilugi similar no voluntàriament sinó de càstig per una multitud.
L'any 1887 es van inventar les lones de salvament semblants a un llit elàstic que abans utilitzaven els bombers per atrapar la gent que salta d'edificis en flames.
El cartell del segle XIX del Circus Royal de Pablo Fanque es refereix a l'actuació amb llit elàstic. Es creu que el dispositiu era diferent de l'aparell de teixit i molles enrotllades que s'utilitza actualment.
Als primers anys del segle xx, alguns acròbates utilitzaven un "llit rebot" a l'escenari per divertir el públic. El llit rebot era una forma de petit llit elàstic cobert per roba de llit, sobre el qual els acròbates realitzaven principalment rutines de comèdia.
Segons el folklore del circ, suposadament el trampolí va ser desenvolupat per primera vegada per un artista anomenat du Trampolin. Va veure la possibilitat d'utilitzar la xarxa de seguretat del trapezi com una forma de dispositiu de propulsió i aterratge i va experimentar amb diferents sistemes de suspensió i va reduir la xarxa. Tot i que s'utilitzaven dispositius semblants per a espectacles i al circ, la història de Trampolin és segurament apòcrifa. No s'han trobat proves documentals que ho avalin.
William Daly Paley de Thomas A. Edison, Inc. va filmar el llançament de la manta l'inici d'un nou recluta a la Companyia F, 1st Ohio Volunteers el 1898.

### Llits elàstics moderns
El primer trampolí modern va ser construït per George Nissen i Larry Griswold el 1936. Nissen era un competidor de gimnàstica i de salts i Griswold feia túmbling a l'equip de gimnàstica, tots dos a la Universitat d'Iowa, Estats Units. Havien observat que els trapezistes utilitzaven una xarxa ajustada per afegir valor d'entreteniment a la seva actuació i van experimentar estirant un tros de llenç, en el qual havien inserit aïllaments a cada costat, fins a un marc de ferro angular mitjançant molles enrotllades. Inicialment, es va fer servir per entrenar, però aviat es va fer popular per dret propi. Nissen va explicar que el nom que li va posar en anglès, trampoline, provenia de l'espanyol trampolín, que significa trampolí. Nissen havia escoltat la paraula en una gira de demostració a Mèxic a finals dels anys 30 i va decidir utilitzar una forma anglicitzada com a marca registrada per a l'aparell. El 1942, Griswold i Nissen van crear la Griswold-Nissen Trampoline & Tumbling Company, i van començar a fabricar llits elàstics comercialment a Cedar Rapids, Iowa.
El terme genèric per al llit elàstic de marca registrada era un rebound tumbler i l' esport va començar amb aquest nom. Des de llavors ha perdut la seva marca registrada i s'ha convertit en una marca genèrica.
Al principi del seu desenvolupament, Nissen va preveure que els llits elàstics es fessin servir en diverses àrees recreatives, incloses les que incloïen més d'un participant al mateix llit elàstic. Un d'aquests jocs va ser Spaceball. Es tracta d'un joc de dos equips de dos, o jugat entre dos individus, en un únic trampolí amb "parets" laterals i una "paret" central a través de la qual es podia impulsar una pilota per colpejar un objectiu a la paret final de l'altre costat. El joc spaceball va ser creat per Nissen juntament amb Scott Carpenter i es va utilitzar en l'entrenament espacial a la NASA.

### Aviació i espai
Durant la Segona Guerra Mundial, l'Escola de Vol de la Marina dels Estats Units va desenvolupar l'ús del llit elàstic en la seva formació de pilots i navegants, donant-los una pràctica concentrada en l'orientació espacial que abans no havia estat possible. Després de la guerra, el desenvolupament del programa de vol espacial va tornar a utilitzar el trampolí per ajudar a entrenar astronautes tant nord-americans com soviètics, donant-los experiència de posicions variables del cos en vol.

### Esports

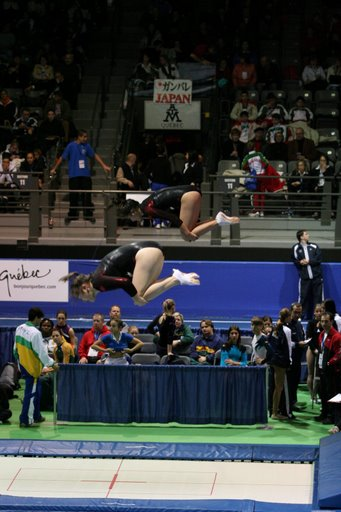
Noies competint en trampolí sincronitzat

El primer Campionat del Món de Trampolí va ser organitzat per Ted Blake de Nissen i es va celebrar a Londres el 1964. Els primers campions del món van ser tots dos nord-americans, Dan Millman i Judy Wills Cline. Cline va dominar i es va convertir en el campió de trampolí més condecorat de tots els temps.
Un dels primers pioners del trampolí com a esport de competició va ser Jeff Hennessy, entrenador de la Universitat de Louisiana a Lafayette. Hennessy també va entrenar l'equip de trampolí dels Estats Units, produint més campions del món que qualsevol altra persona. Entre els seus campions del món hi havia la seva filla, Leigh Hennessy. Tant Jeff com Leigh Hennessy es troben al Saló de la Fama de la Gimnàstica dels Estats Units.
L'esport gimnàstic competitiu del trampolí forma part dels Jocs Olímpics des de l'any 2000. En un llit elàstic modern de competició, un esportista hàbil pot rebotar fins a una alçada de 10 metres, fent múltiples voltes i girs. Els llits elàstics també apareixen en l'esport competitiu de l'slamball, una variant del bàsquet, i el bossaball, una variant del voleibol.
Hi ha una sèrie d'altres esports que utilitzen llits elàstics per ajudar a desenvolupar i perfeccionar les habilitats acrobàtiques en l'entrenament abans que s'utilitzin al recinte esportiu real. Es poden trobar exemples en salts, gimnàstica i l'acroesquí. Un dels principals avantatges del llit elàstic com a eina d'entrenament per a altres esports acrobàtics és que permet la pràctica repetitiva d'exercicis per a l'experiència acrobàtica cada dos segons o menys, en comparació amb molts minuts amb esports que impliquen turons, rampes o plataformes altes. En algunes situacions, també pot ser més segur en comparació amb els aterratges a terra.
La carrera de paret o wall running és un esport on el participant utilitza una paret i plataformes col·locades al costat del llit del llit elàstic per fer trucs. El moviment bàsic és un teló de fons al trampolí i després els peus tocant la paret a la part superior del rebot. A partir d'aquí, no hi ha límit als moviments acrobàtics que són possibles, semblants al trampolí habitual. L'avantatge és que els girs i girs es poden iniciar amb més força des d'una paret sòlida i que la velocitat vertical es pot transferir a la rotació a més de les forces de les cames o els braços. A més, es pot obtenir energia tant del llit a la part inferior del rebot com de la paret de la part superior del rebot.

## Avantatges

### Salut
Segons la NASA (National Aeronautics and Space Administration) saltar sobre un llit elàstic és un 68% més eficaç que córrer. Saltant sobre un llit elàstic es cremen calories amb rapidesa i s'ajuda a mantenir la línia. A més:
- Ajuda a reduir l'estrès.
- És una activitat apta i beneficiosa per a qualsevol persona.
- Es millora la condició mental i física.
- S'oxigena millor la sang i els vasos sanguinis s'eixamplen i millora la circulació sanguínia.
- Es respira més oxigen i, per tant, es netegen els pulmons i la pell.
- Es millora l'alineació de malucs, cuixes i cames. La flexibilitat millora, igual que el sentit de l'equilibri i el sentit de la coordinació.
- Redueix al mínim la càrrega sobre malucs, genolls, turmells i peus.

### Educació
Els professors de ciències han utilitzat l'activitat del trampolí per il·lustrar les tres lleis del moviment de Newton, així com la "col·lisió elàstica".
En col·laboració amb la Universitat de Bremen i el Centre Aeroespacial Alemany (DLR), la corporació machtWissen.de de Bremen, Alemanya, va desenvolupar el demostrador d'ingravidesa "Gravity Jumper" basat en un llit elàstic. A causa de l'acceleració durant el salt, fa efecte una força d'acceleració a més de la força gravitatòria habitual. Ambdues forces es sumen i la persona del trampolí sembla que es fa més pesada. Tan bon punt el saltador abandona el llit elàstic, es troba en una condició de caiguda lliure, la qual cosa significa que el saltador sembla sense pes i no sent l'acceleració deguda a la gravetat. Cada persona rep un sensor d'acceleració de tres eixos, subjectat a ells amb un cinturó. El sensor transmet les dades de la trajectòria de vol a un monitor; un monitor mostra el curs de l'acceleració, inclosa la fase sense pes. La interacció de l'acceleració a causa del trampolí i la ingravidesa es fa evident.

## Seguretat

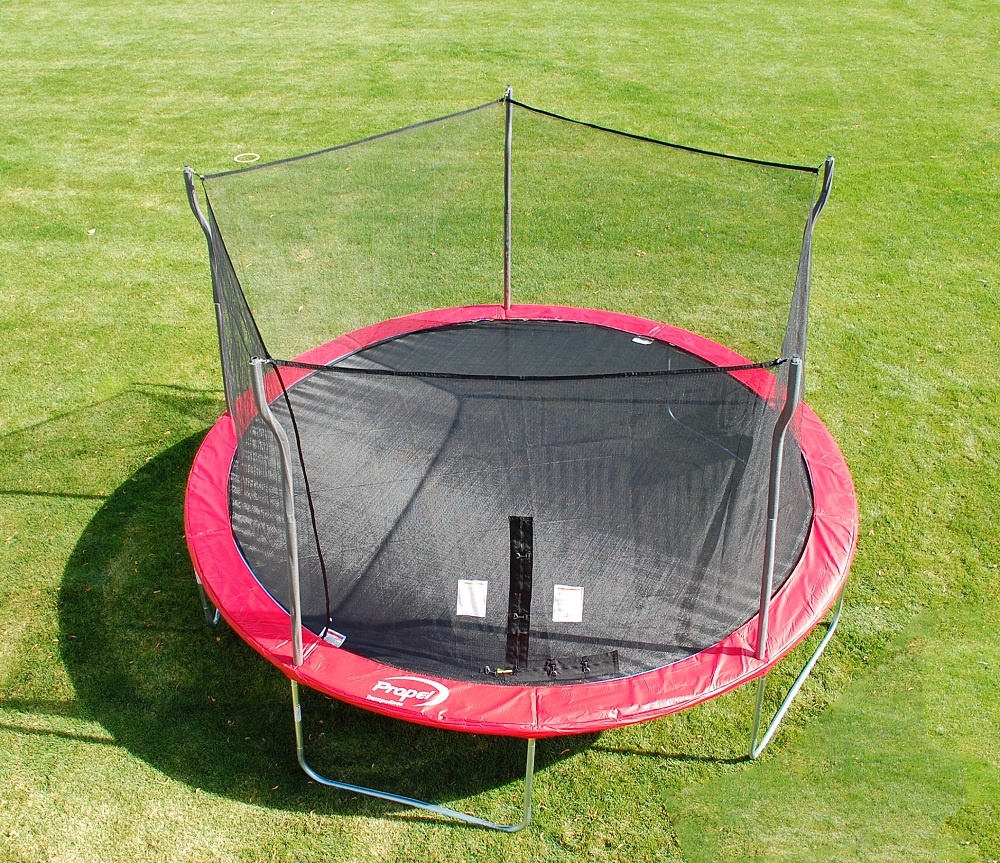
Amb les xarxes de seguretat es redueix el risc de caure del llit elàstic.

### Lesions habituals
Botar en un llit elàstic pot provocar una caiguda de 3 a 4 metres des del pic d'un rebot a terra o una caiguda als ressorts de suspensió i al marc. Algunes organitzacions mèdiques han demanat que es prohibeixin l'ús domèstic dels dispositius.
Les autoritats recomanen que només s'ha de permetre que una persona salti a la vegada per evitar col·lisions i que la gent sigui catapultada en una direcció inesperada o més alta del que esperaven. Una de les fonts més comunes de lesió és quan diversos usuaris reboten al llit elàstic alhora. Sovint, aquesta situació fa que els usuaris rebotin entre ells i, per tant, es lesionin; molts pateixen ossos trencats com a conseqüència d'haver aterrat malament després de colpejar a un altre usuari.
Una altra de les fonts més habituals de lesions greus és l'intent de fer voltes cap avall sense l'entrenament adequat. En alguns casos, les persones aterren al coll o al cap, cosa que pot causar paràlisi o fins i tot la mort. En un incident infame a la dècada de 1960, el campió de salt amb perxa Brian Sternberg va quedar paralitzat de coll cap avall en un accident de trampolí.
El perill es pot reduir enterrant el llit elàstic de manera que el llit estigui més a prop de la superfície circumdant per reduir la distància de caiguda i encoixinar aquesta zona circumdant. Els coixinets sobre la molla i el marc redueixen la gravetat de les lesions per impacte. Mantenir les molles cobertes també redueix el risc que una extremitat caigui entre els buits de les molles i que la resta del cos caigui del trampolí.

### Elements de prevenció
Hi ha kits disponibles per als llits elàstics domèstics que proporcionen una xarxa de retenció al voltant del llit elàstic i eviten que els usuaris rebotin per la vora. L'Acadèmia Americana de Pediatria afirma que no hi ha evidència epidemiològica que millorin la seguretat. Les xarxes eviten que els saltadors caiguin del llit elàstic a terra, però aquestes caigudes no són la font més freqüent de lesions. Diversos usuaris que reboten en un trampolí amb xarxa encara es poden ferir. Els tancaments de xarxa de seguretat tenen un avantatge més gran per protegir els trampolins sols, sempre que evitin caure al cap o al coll.
Tenir una mica d'entrenament previ en un gimnàs pot ser beneficiós per alertar la gent dels possibles perills i proporcionar tècniques per evitar caigudes dolentes.

### Accidents als EUA
L'ús d'un trampolí pot ser perillós, sobretot als Estats Units, on està molt extés. Els clubs i gimnasos organitzats solen tenir grans cobertes de seguretat amb coixinets d'escuma a cada extrem, i es col·loquen vigilants al costat del trampolí per intentar evitar la caiguda de qualsevol atleta que perdi el control. L'any 1999, la Comissió de Seguretat dels Productes de Consum dels EUA va estimar que hi havia 100.000 visites a la sala d'emergències de l'hospital per lesions de llit elàstic.
A causa d'aquesta xifra i dels estàndards de seguretat existents, la majoria de lesions es produeixen en llits elàstics de propietat privada o en instal·lacions comercials de trampolí en lloc de gimnasos organitzats.
El programa de televisió Marketplace de la CBC va descobrir que la indústria dels parcs de llits elàstics no està regulada al Canadà, amb estàndards diferents per a la profunditat de la fossa d'escuma i encoixinat, autoinspeccions i reparacions, i que no s'ha d'informar de lesions. També es va assenyalar que, en general, hi havia massa poc personal per fer complir les regles i que els anuncis promocionals sovint mostraven que els participants feien voltes mortals, tot i que això era extremadament perillós sense la formació adequada. Tots els parcs de llits elàstics es basen en exempcions de responsabilitat, on el signant assumeix el risc de l'activitat, inclòs quan les lesions resulten de la negligència de l'establiment o de l'equip mal mantingut, en lloc de reforçar les normes de seguretat i la supervisió.